# Forêt nationale de Conecuh
La forêt nationale de Conecuh est une forêt fédérale protégée situé en Alabama, aux États-Unis.
Elle s'étend sur une surface de 340 km2, et a été créée le 17 juillet 1936.